# Volker Neipp
Volker Hans Neipp (* 17. Mai 1969 in Trossingen) ist ein deutscher Autor, Studienreiseleiter und Musiker.

## Leben
Als Studienreiseleiter bereiste Neipp weite Teile Europas, des südlichen Afrikas, des Mittelmeerraumes und Südamerikas.
Musikalisch war er viele Jahre im Orchester Hohnerklang 1932 e.V. als Begleitmundharmonika-Spieler aktiv und machte sich einen Namen mit dem Mundharmonikatrio „Die Goschehobler“. In weit über 300 Auftritten, darunter auch Konzerten in Polen, Finnland, den Niederlanden, der Türkei, Russland und Südafrika, feierte das Trio große Erfolge.
Seine ehrenamtliche Heimat fand Neipp jedoch im Trossinger Heimatmuseum Auberlehaus, dem er seit 1987 angehört. Etliche Führungen und viele Ausstellungen wurden und werden noch immer von ihm initiiert und geleitet. Neipp ist mittlerweile Vorstand des Museums Auberlehaus und ist mit der Neukonzipierung des Hauses beauftragt. Unter seiner Ägide erhielt der Trägerverein des Museums Auberlehaus die Naturaliensammlung der Benediktinerabtei Weingarten als Dauerleihgabe und wurde 2010 mit der Aufarbeitung der zoologischen, mineralogischen und ethnologischen Sammlung beauftragt.
Vom Staatlichen Museum für Naturkunde Stuttgart wurde Neipp zum ehrenamtlich Beauftragten für die Saurierfundstätte Trossingen berufen. Diese wurde im Jahr 2007 auf die maßgebliche Initiative Neipps wieder geöffnet.
Neipp ist Autor vieler touristischer Aufsätze, aber auch einiger Bücher, vor allem zu regionalkundlichen Themen.
Nach einigen Jahren in München lebt er wieder in Trossingen.

## Werke
- Wa die aalde Trossinger gschwädzd ond bruddled haud – Trossinger Wortschatz. Trossingen 1991, Eigenverlag Arbeits- und Förderkreis Trossinger Heimatmuseum e.V.
- Trossingen – Gesichter unserer Stadt. Sutton Verlag GmbH, Erfurt 1999, ISBN 3-89702-154-4
- Südafrika. Colibri, 2000/01
- Fotoalbum der Musikstadt Trossingen. Sutton Verlag GmbH, Erfurt 2006, ISBN 3-86680-058-4
- Mit Schrauben und Bolzen auf den Mond – Das unglaubliche Lebenswerk von Dr. Eberhard F.M. Rees. Springer Druckerei und Verlag, Trossingen 2008, ISBN 978-3-9802675-7-1
- Staatsgeschenke an die Bundesrepublik Deutschland 1949–2012 Springer Druckerei und Verlag, Trossingen 2012